# Communauté de communes des Puys et Couzes
La communauté de communes des Puys et Couzes est une ancienne communauté de communes française, située dans le département du Puy-de-Dôme en région Auvergne-Rhône-Alpes.

## Historique
La communauté de communes des Puys et Couzes a été créée le 26 décembre 1994, avec prise d'effet le même jour ; cependant, le site officiel mentionne l'année 1996.
Le projet de schéma départemental de coopération intercommunale (SDCI) du Puy-de-Dôme, dévoilé en octobre 2015, proposait la fusion avec les sept autres communautés de communes du Pays d'Issoire - Val d'Allier Sud (Ardes Communauté, Bassin Minier Montagne, Coteaux de l'Allier, Couze Val d'Allier, Issoire Communauté, Lembron Val d'Allier et Pays de Sauxillanges).
À la date du projet, cette fusion devait constituer une intercommunalité peuplée de 54 000 habitants, et composée de 92 communes, dont 44 classées en zone de montagne. À la suite de deux fusions de deux communes (Aulhat-Saint-Privat et Flat formant la commune nouvelle d'Aulhat-Flat ; Nonette et Orsonnette formant Nonette-Orsonnette), ce nombre de communes est ramené à 90.
Adopté en mars 2016, le SDCI ne modifie pas ce périmètre. L'arrêté préfectoral du 6 décembre 2016 prononçant la fusion des huit communautés de communes mentionne le nom de « Agglo Pays d'Issoire ».

## Territoire communautaire

### Géographie
La communauté de communes des Puys et Couzes est située au sud du département du Puy-de-Dôme, entre « le massif du Sancy, le Val d'Allier, le Cézallier et le Grand Clermont ». Elle est membre du Pays d'Issoire - Val d'Allier Sud.
Elle jouxte les communautés de communes Les Cheires au nord, Couze Val d'Allier au nord-est, Issoire Communauté à l'est, Lembron Val d'Allier au sud-est, Ardes Communauté au sud et Massif du Sancy à l'ouest.
Son territoire est traversé par les routes départementales 996, reliant les communes du massif du Sancy (Mont-Dore, Murol et Saint-Nectaire) à Issoire, 978 (liaison de Clermont-Ferrand à Besse-et-Saint-Anastaise), 26 (desservant notamment Saint-Floret et Saurier) et 28 (liaison de Champeix à Ludesse et Saint-Amant-Tallende).

### Composition
Elle est composée des seize communes suivantes :
| Nom                     | Code Insee | Gentilé        | Superficie (km2) | Population (dernière pop. légale) | Densité (hab./km2) |
| ----------------------- | ---------- | -------------- | ---------------- | --------------------------------- | ------------------ |
| Champeix (siège)        | 63080      | Champillauds   | 12,12            | 1 314 (2014)                      | 108                |
| Chidrac                 | 63109      | Chidracois     | 3,57             | 482 (2014)                        | 135                |
| Clémensat               | 63111      | Clémensatois   | 3,21             | 115 (2014)                        | 36                 |
| Courgoul                | 63122      | Courgoulois    | 8,44             | 74 (2014)                         | 8,8                |
| Creste                  | 63127      |                | 4,36             | 54 (2014)                         | 12                 |
| Grandeyrolles           | 63172      | Grandeyrollais | 5,28             | 56 (2014)                         | 11                 |
| Ludesse                 | 63199      | Ludessois      | 8,47             | 485 (2014)                        | 57                 |
| Montaigut-le-Blanc      | 63234      |                | 22,26            | 837 (2014)                        | 38                 |
| Saint-Cirgues-sur-Couze | 63330      |                | 1,54             | 352 (2014)                        | 229                |
| Saint-Floret            | 63342      |                | 12,16            | 263 (2014)                        | 22                 |
| Saint-Vincent           | 63403      |                | 5,84             | 413 (2014)                        | 71                 |
| Saurier                 | 63409      |                | 8,36             | 250 (2014)                        | 30                 |
| Solignat                | 63422      | Solignatois    | 11,07            | 485 (2014)                        | 44                 |
| Tourzel-Ronzières       | 63435      | Tourzelois     | 11,77            | 251 (2014)                        | 21                 |
| Verrières               | 63452      |                | 3,28             | 75 (2014)                         | 23                 |
| Vodable                 | 63466      | Vodablois      | 11,68            | 202 (2014)                        | 17                 |

### Démographie
| 1968  | 1975  | 1982  | 1990  | 1999  | 2008  | 2013  |
| ----- | ----- | ----- | ----- | ----- | ----- | ----- |
| 4 360 | 4 067 | 4 258 | 4 402 | 4 558 | 5 400 | 5 683 |

## Administration

### Siège
Le siège de la communauté de communes est situé à Champeix.

### Les élus
La communauté de communes est gérée par un conseil communautaire composé de 37 membres (27 titulaires et 10 suppléants) représentant chacune des communes membres.
Ils sont répartis comme suit :
| Nombre de délégués | Communes |
| ------------------ | --- |
| 6                  | Champeix |
| 3                  | Montaigut-le-Blanc |
| 2                  | Chidrac, Ludesse, Saint-Vincent, Solignat                                                                                         |
| 1                  | Clémensat, Courgoul, Creste, Grandeyrolles, Saint-Cirgues-sur-Couze, Saint-Floret, Saurier, Tourzel-Ronzières, Verrières, Vodable |

### Présidence
En 2014, le conseil communautaire a élu Roger Jean Méallet, maire de Champeix, et désigné ses trois présidents :
1. Christian Olivier (politique bâtimentaire de l'aménagement du territoire et des services techniques) ;
2. Maguy Lagarde (développement touristique et services aux personnes) ;
3. Jean-Claude Dabert (développement économique et finances).

### Compétences
L'intercommunalité exerce des compétences qui lui sont déléguées par les communes membres.
La communauté de communes exerce les compétences obligatoires du développement économique et de l'aménagement de l'espace. Elle a choisi les trois compétences optionnelles : protection et mise en valeur de l'environnement ; politique de l'habitat et du cadre de vie ; action sociale. Enfin, les deux compétences facultatives sont le label Pays d'Art et d'Histoire et les chemins de randonnées.

### Régime fiscal et budget
La communauté de communes applique la fiscalité professionnelle unique.
Pour l'année 2015, les taux d'imposition sont les suivants : taxe d'habitation 9,80 %, foncier bâti 0,94 %, foncier non bâti 7,44 %, cotisation foncière des entreprises 25,37 %.

## Projets et réalisations
- Structure d'accueil pour personnes âgées non dépendantes
- Établissement d'hébergement pour personnes âgées dépendantes
- Unité mobile et sportive
- Crèche intercommunale

### Sources
- Fiche dans la base nationale sur l'intercommunalité (BANATIC) (page consultée le 16 décembre 2015).